# Калашников, Андрей Николаевич (лётчик)
Андрей Николаевич Калашников (18 ноября 1888 — 6 апреля 1917) — русский военный лётчик, поручик Русской императорской армии. Участник Первой мировой войны, командир 23-го авиационного отряда.

## Биография
Родился 18 ноября 1888 года в дворянской семье потомственных офицеров в Тверской губернии, где его отец Николай Иванович Калашников (полковник, позже генерал-майор) служил Вышневолоцким уездным воинским начальником. Окончил в 1908 году Гатчинский сиротский институт. В тот же год поступил в Павловское военное училище, которое окончил в 1910 году. Службу начал в 25-м сапёрном батальоне. В 1912 году по личному прошению переведён в авиацию.
Направлен на теоретические курсы авиации в Санкт-Петербургский политехнический институт (прибыл в марте 1912 года в составе 2-й группы). После успешного окончания курсов обучался полётам в Севастопольской авиационной школе. Пройдя положенные испытания, получил звание «военного лётчика» (29 ноября 1912), после чего был вновь отправлен в Санкт-Петербург в батальон Офицерской воздухоплавательной школы. 1 октября 1913 года произведён в поручики. 12 февраля 1914 года переведён в 18-й корпусной авиационный отряд.
С первых дней войны был на фронте, свою главную военную награду — Георгиевское оружие — получил только 1 июня 1915 года за подвиг, совершенный им ещё 20 августа 1914. Кроме Георгиевского оружия, поручик Калашников был удостоен ордена Святого Владимира 4-й степени, двух орденов Святой Анны и двух Святого Станислава. 30 декабря 1915 года назначен командиром 23-го авиационного отряда. которым командовал до своей гибели 6 апреля 1917 года. Совершая служебную поездку на мотоцикле, поручик Калашников попал в аварию и от полученных ран скончался на месте.

## Награды
- Орден Святого Станислава 3-й степени
- Орден Святой Анны 4-й степени с надписью «За храбрость»
- Орден Святой Анны 3-й степени с мечами и бантом
- Орден Святого Владимира 4-й степени с мечами и бантом
- Орден Святого Станислава 2-й степени с мечами
- Георгиевское оружие — ВП от 01.06.1915 «за то, что 20-го августа 1914г. произвел под огнем неприятеля воздушную разведку и обнаружил отступление противника в районе Войцехов-Ожаров и отсутствие охвата правого фланга, каковые сведения имели влияние на успешный ход дальнейших операций».